# The Escape
The Escape er en amerikansk stumfilm fra 1914 af D. W. Griffith.

## Medvirkende
- Donald Crisp som Bull McGee
- F.A. Turner som Jim Joyce
- Robert Harron som Larry Joyce
- Blanche Sweet som May Joyce
- Mae Marsh som Jennie Joyce